# Bandar Lengeh
Format:Expand Arabic
Bandar Lengeh este un oraș din Iran.